# Masturus lanceolatus
Masturus lanceolatus es una especie de peces de la familia Molidae en el orden de los Tetraodontiformes.

## Morfología
Pueden llegar alcanzar los 337 cm de longitud total y 2.000 kg de peso.

## Hábitat
Es un pez de mar  y de tierras profundas que vive hasta los 670 m de profundidad.

## Distribución geográfica
Se encuentra en las aguas  tropicales y  subtropicales de todos los océanos. En el Atlántico occidental está presente desde Carolina del Norte (Estados Unidos) hasta el sureste de Brasil .